# 朱克家
朱克家（1950年11月—），上海人，是中共第十届中央候补委员（任职至文化大革命结束）。

## 生平
1950年11月生，上海人。1969年毕业于上海市海南中学，4月起为云南省西双版纳傣族自治州勐腊县勐伦公社幺等寨插队知识青年。曾任大卡大队人民教师。1971年3月加入中国共产主义青年团。1971年9月15日，《人民日报》发布报道《边疆炼红心 山寨办学堂》报道他。1973年4月加入中国共产党。1973年8月被选为中共十届中央候补委员，时年23岁，为最年轻的中央候补委员。1974年起为中共云南省委列席常委、云南省批林批孔办公室副主任。1975年1月当选为第四届全国人大常委。1975年10月至1977年任共青团云南省委书记。1976年11月起在昆明市被隔离审查。1978年11月解除审查。1979年2月被开除党籍。1979年3月起为云南省恩洪煤矿一号井掘进队、洗煤厂工人。1987年8月起为云南省恩洪煤矿工会电视差转台职工。1995年1月起任云南省恩洪煤矿恩洪大厦经理。2005年退休。

## 评价
- 自我评价：“我的事不是人为编出来的，有些事是被拔高了，但要说我完全是个假的典型我也不会承认。我的好最初都是寨子的老百姓说出来的，我整天和他们在一起，我的表现他们是最清楚的。但那个时候反正是高大全，宣传的时候为了需要就更要拔高了。”[2]